# Tequesquitengo
Tequesquitengo – miasto w Meksyku, w stanie Morelos, około 50 km na południe od stolicy stanu Cuernavaca, pośród subtropikalnej roślinności. W mieście znajduje się jezioro kraterowe o tej samej nazwie. Jest idealną bazą wypadową dla osób poszukujących rekreacji wodnej i uprawiania turystyki wodnej.
Według wyników spisu ludności z 2010 roku, miasto liczyło 3548 mieszkańców. Miasto zostało założone w 1650 roku. W XVII wieku powstała tutaj tu monumentalna hacjenda San Juan Vista Hermosa zajmująca się niegdyś uprawą trzciny cukrowej i hodowlą bydła oraz produkcją cukru.